# Liste der gefallenen Adeligen auf Habsburger Seite in der Schlacht bei Sempach/V

## V
| Geschlecht            | Vorname(n)                                    | Einheitsname          | Stammsitz    | abweichende Schreibweisen                                                 | Quelle(n) | Anmerkungen | Wappen |
| --------------------- | --------------------------------------------- | --------------------- | ------------ | ------------------------------------------------------------------------- | --- | --- | ------ |
| Väschlin              | Heinricus; Henman; Hainrich; Hemman; Heinrich | Heinrich Väschlin     | Breisach     | Veschli; Veschlin; Veschly; Feldhin; Vaschlin; Väschlin, Bächlin, Böchlin | • Chronik des Nicolaus Stulmann, 1407 • Zusätze zu Petermann Etterlins Chronik, 1531–1545 • Oesterreichische Verlustliste, ca. 1484 • Conrad Schnitt: Wappenbuch der Baslerischen Geschlechter, 1530 • Luzerner Chronik von Melchior Russ, 1482 • Anonyme österreichische Chronik in Stuttgart, Handschrift 16. Jh. • Breisgauische Liederhandschrift, 1445 • Liste des Christian Wurstisen, nach 1580 • Thurgauer Chronik • Conrad Schnitt: Wappenbuch der Baslerischen Geschlechter, 1530 | "Breysach"; "nobiles de provincia Brissgaude"; "diese warent uss Mortnow" "de Brisaco" ritter und knecht von Friburg                  |        |
| Vaumarcus, Vaurmercus |                                               | siehe Famergü         |              |                                                                           | | |        |
| Vegesheim             | Cunrat, Conradus                              | Cunrat von Vegesheim  | Neuenburg    | Vegesheim, Wegishin                                                       | Luzerner Chronik von Melchior Russ, 1482; • Liste des Christian Wurstisen, nach 1580 | "diese warent uss Mortnow"; "Von Nüwenburg: Conradus von Vegesheim der schultheisz" Dieser wird sonst als Conrad von Mülheim genannt. |        |
| Velsenheim?           | Peter                                         | Peter von Velsenheim  |              |                                                                           | Eydgnössisch-schweytzerischer Regiments Ehren-Spiegel | einzige Nennung |        |
| Vemach?               | Peter                                         | Peter von Vemach      |              |                                                                           | Oesterreichische Chronik des Veit Arenpeck, 1488–1495 | einzige Nennung |        |
| Villenberg; Villeberg |                                               | siehe Ulenburg        |              |                                                                           | | |        |
| Viztumb?              | Burkard                                       | Burkard von Viztumb   |              |                                                                           | Gedenkwappen - Schlachtkapelle Sempach | "Dies sind Ritter und Knecht us Friburg"; einzige Nennung                                                                             |        |
| Viztumb?              | Heinzmann                                     | Heinzmann von Viztumb |              |                                                                           | Gedenkwappen - Schlachtkapelle Sempach | "Dies sind Ritter und Knecht us Friburg"; einzige Nennung                                                                             |        |
| Viztumb?              | Ulrich                                        | Ulrich von Viztumb    | Waldegg?     |                                                                           | Gedenkwappen - Schlachtkapelle Sempach | "vo Waldegg;" "Dies sind Ritter und Knecht us Friburg"; einzige Nennung                                                               |        |
| Vögelin?              | unbekannt                                     | Unbekannt Vögelin     |              | Fogelhin                                                                  | • Conrad Schnitt: Wappenbuch der Baslerischen Geschlechter, 1530 • Zusätze zu Petermann Etterlins Chronik, 1531–1545 | |        |
| Vollach?              | Hans                                          | Hans Vollach          | Schaffhausen |                                                                           | Oesterreichische Verlustliste, 1488 | einzige Nennung |        |